# Tete Montoliu
Tete Montoliu (Barcelona, 28 maart 1933 - aldaar, 24 augustus 1997) was een Spaanse jazzpianist.

## Carrière
Montoliu was vanaf de geboorte blind en vertoonde als kind al interesse voor de jazz. Na zijn pianostudie speelde hij in 1947 met Don Byas, die hem bekend maakte met de bop. Hij maakte opnamen met muzikanten als Lionel Hampton, met wie hij in 1956 op tournee ging door Spanje en Frankrijk, met Rahsaan Roland Kirk (1963), Anthony Braxton (1974) en de flamenco-zangeres Mayte Martin (1996). Hij werd regelmatig ingehuurd door Ben Webster en Dexter Gordon. Verder speelde hij duo's in met Chick Corea en de saxofonist George Coleman, die internationaal bij de critici erkenning hadden. Sinds begin jaren 1960 werkte hij ook in Denemarken en in Duitsland. In 1968 werd hij door Kurt Edelhagen naar Keulen gehaald voor opnamen met diens bigband. In 1967 en 1979 was hij op tournee door de Verenigde Staten, maar moest echter sinds deze tijd wegens gezondheidsredenen minderen.
Montoliu beschikte over een uitstekende techniek en was zowel uitdrukkingsvolle solist als ook interactief ensemblespeler.

## Overlijden
Tete Montoliu overleed in augustus 1997 op 64-jarige leeftijd.
- Bibsys: 1542227326359
- Biblioteca Nacional de España: XX979338
- Bibliothèque nationale de France: cb13897656s (data)
- Catàleg d'autoritats de noms i títols de Catalunya: 981058509557706706
- CiNii: DA16681053
- Gemeinsame Normdatei: 123402646
- International Standard Name Identifier: 0000 0000 6638 4810
- Library of Congress Control Number: n85105747
- MusicBrainz: 769d402e-20c3-40ec-8369-86fe8120bce8
- Nationale Bibliotheek van Israël: 987007427036405171
- Nederlandse Thesaurus van Auteursnamen: 099906406
- Réseau des bibliothèques de Suisse occidentale: 02-A005770601
- Système universitaire de documentation: 156724383
- Virtual International Authority File: 2657051
- WorldCat: E39PBJy8vFrpyK7yMgFFqYctrq